# 547 Praxedis
547 Praxedis
547 Praxedis là một tiểu hành tinh ở vành đai chính. Nó được Paul Götz phát hiện ngày 14.10.1904 ở Heidelberg, và được đặt theo tên Praxedis, nhân vật trong tác phẩm Ekkehard của Joseph Viktor von Scheffel.